# Oest-Vym
Oest-Vym (Russisch: Усть-Вымь, Zurjeens: Емдін , Jemdin) is een landelijke plaats (selo) in het rayon Oest-Vym van de Republiek Komi, Rusland.

## Geografie
De plaats ligt op de rechteroever van de Vym bij de monding in de Vytsjegda,
25 km ten oosten van de rayonhoofdstad Ajkino, 72 km ten noordwesten van Syktyvkar, en 38 km ten zuidoosten van Mikoen. Aan de overkant van de Vym ligt het treinstation Oest-Vym aan de spoorlijn Mikoen-Syktyvkar.

## Geschiedenis
Oest-Vym werd gesticht bij een heidens heiligdom van de lokale Komi, waar in 1380 de kerstening door de orthodoxe monnik Stefan van Perm begon. Stefan velde de heilige berk en bouwde op deze plek de eerste christelijke kerk. In 1383 werd hij bisschop van het nieuw opgerichte Bisdom Perm. Vanaf 1384 werden er twee kerken, een klooster en een fort gebouwd. Onder de namen Oud-Perm (Пермь Старая), Perm-Vytsjegda (Пермь Вычегодская), Klein-Perm (Пермь Малая, in tegenstelling tot Groot-Perm) of Permtsa (Пермца) werd Oest-Vym het centrum van het religieuze, politieke en economische leven in de regio.
In de veertiende en vijftiende eeuw was Oud-Perm een van de belangrijkste noordoostelijke voorposten van Moskou.
In de zestiende eeuw raakte de stad in verval, en de zetel van het bisdom werd in 1564 verplaatst naar Vologda.
In de jaren 1922-1928 was het dorp centrum van een oejezd in de Komi-Zurjeense Autonome Oblast, in de jaren 1929-1943 was het het centrum van het rayon Oest-Vym van de Komi Autonome Socialistische Sovjetrepubliek.
In een kamp bij Oest-Vym werd de Poolse dichter Marian Czuchnowski voor enige tijd door de Sovjet-autoriteiten gevangen gehouden.